# Eklezija
Eklezija (starogrško ἐκκλησία) je bila narodna skupščina atenske demokracije. To je bila ljudska skupščina, odprta vsem moškim državljanom, takoj ko so izpolnjevali pogoje za državljanstvo . V letu 594 pr. n. št. je Solon vsem atenskim državljanom omogočal, da sodelujejo, ne glede na razred, celo nižjim slojem (tete). Skupščina je bila odgovorna za razglasitev vojne, vojaško strategijo in izvolitev strategov in drugih uradnikov. Odgovorna je bila za imenovanje in izvolitev sodnikov, s čimer je posredno izvolila člane areopaga. Imela je zadnjo besedo pri zakonodaji in pravici, da po koncu njihovega mandata skliče sodnike. Tipičnemu sestanku skupščine je verjetno prisostvovalo okoli 6000 ljudi, od skupno 30.000 – 60.000 prebivalcev. Bilo bi težko, če bi se revnejši ljudje izven mestnega središča Aten udeležili skupščine, saj je bilo plačilo za udeležbo uvedeno v 390- ih. Prvotno se je srečanje vršilo enkrat mesečno, kasneje pa trikrat ali štirikrat na mesec. Agendo za eklezijo je ustanovil popularni svet meščanov - bule. Glasovanje je potekalo z dviganjem rok, štetjem kamnov in glasovanjem z zlomljeno keramiko.
Za sklepanje pogodb je bila potrebna prisotnost 6000 članov. Eklezijo je letno volil bule ali svet meščanov. Nekaj njihove moči iz časa Solona je na svoje svet prenesel Periklej s svojimi reformami.
V antični Grčiji je bil eklezijasterjon (ἐκκλησιαστήριον) posebej zgrajena stavba, namenjena sestankom eklezije. Kot mnoga druga mesta Atene niso imele eklezijasterijona. Namesto tega so se redna srečanja skupščine odvijala na Pniksu, dve letni srečanji pa sta potekali v Dionizovem gledališču. Okoli 300 pr. n. št. so vse seje eklezije preselili v gledališče. Skupščina bi lahko pritegnila tudi veliko občinstva. 
Policijske enote 300 skitskih sužnjev so nosile rdeče okrasto obarvane vrvi, da bi spodbudile državljane, da so se odpravili na atensko agoro, da bi se udeležili sestankov skupščine. Vsakdo z rdeče označenim oblačilom, ki ni bil na sestanku, je bil kaznovan. Ženskam, tujcem (metiki - μέτοικοι) in sužnjem ni bilo dovoljeno sodelovati. 